# Melvin Ingram
Melvin Ingram (Hamlet, 26 aprile 1989) è un giocatore di football americano statunitense che gioca nel ruolo di defensive end per i Miami Dolphins della National Football League (NFL). Fu scelto dai Chargers come 18º assoluto nel Draft NFL 2012. Al college ha giocato a football per la University of South Carolina venendo premiato come All-American.

## Carriera

### San Diego/Los Angeles Chargers
Considerato uno dei migliori prospetti tra i pass rusher del draft 2012, Ingram fu scelto come 18º assoluto dai San Diego Chargers. L'8 maggio, Ingram acconsentì ai termini contrattuali propostigli dalla franchigia.
Ingram debuttò come professionista nel primo Monday Night Football della stagione mettendo a segno un tackle e forzando un fumble nella vittoria sugli Oakland Raiders. La sua prima stagione si concluse giocando tutte le 16 partite, 2 delle quali come titolare, con 41 tackle, un sack e un fumble forzato.
Il 14 maggio 2013, Ingram si ruppe il legamento collaterale anteriore in allenamento, un grave infortunio che lo tenne fuori dal campo di gioco fino al 7 dicembre, quando fu attivato dalla squadra. Riuscì a disputare le ultime quattro gare della stagione regolare mettendo a segno 8 tackle, un sack e un fumble forzato. Nel primo turno di playoff i Chargers batterono in trasferta i Cincinnati Bengals, i quali erano stati l'unica squadra a concludere la stagione regolare imbattuta in casa, in una gara in cui Ingram mise a segno un intercetto su Andy Dalton. L'anno successivo si classificò al secondo posto nella squadra con 4 sack.
Nel 2017 i Chargers si trasferirono a Los Angeles. Nel terzo turno Ingram divenne il primo giocatore della squadra a mettere a segno 3 sack in una partita dal 2012. Alla fine di settembre si classificò al secondo posto nella NFL con 5,5 sack, venendo premiato come miglior difensore del mese della AFC. La sua stagione si concluse pareggiando il proprio primato personale di 10,5 sack, venendo convocato per il suo primo Pro Bowl al posto dell'infortunato compagno Joey Bosa.
Nella prima gara della stagione 2020 Ingram mise a segno il terzo intercetto in carriera ai danni di Joe Burrow dei Cincinnati Bengals.

### Pittsburgh Steelers
Il 20 luglio 2021 Ingram firmò con i Pittsburgh Steelers.

### Kansas City Chiefs
Ingram fu scambiato con i Kansas City Chiefs il 2 novembre 2021 per una scelta del sesto giro del Draft 2022.

### Miami Dolphins
Il 18 maggio 2022 Ingram firmò con i Miami Dolphins. Nella settimana 3 mise a segno due sack contro i Buffalo Bills, contribuendo a mantenere Miami imbattuta. Alla fine di settembre fu premiato come difensore della AFC del mese dopo avere fatto registrare 2 sack, 3 tackle con perdita di yard, un fumble forzato, un passaggio deviato e 2 fumble recuperati (di cui uno ritornato in touchdown), mantenendo Miami imbattuta nelle prime tre gare.

## Palmarès
- Convocazioni al Pro Bowl: 3

2017, 2018, 2019
- Difensore del mese della AFC: 2

settembre 2017, settembre 2022